# Heinz-Leuze-Preis

## Geschichte
Der Preis ist mit 2000 Euro der zweithöchst dotierte Preis in der Galvanotechnik.

## Preisträger des Heinz-Leuze-Preises (seit 1985)

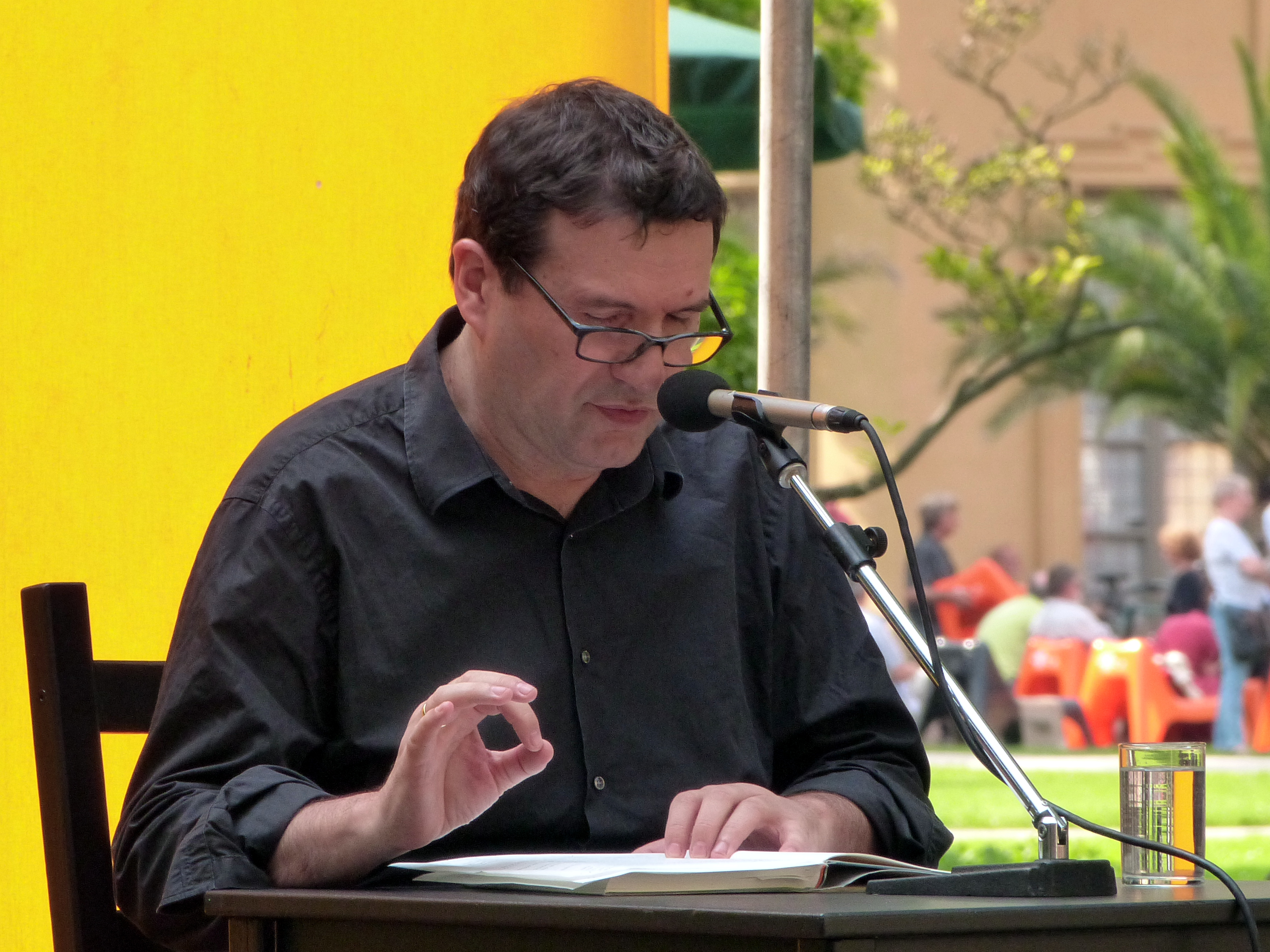
Georg-Büchner-Preisträger 2024: Oswald Egger

.
- 2024 Dr. André Egli